# Lago Xolotlán
El lago Xolotlán o lago de Managua  está localizado en el oeste de Nicaragua. Está en la región de las tierras bajas del país. Es el segundo lago más grande del país y de América central, con una extensión de 1049 km², una longitud de 65 km y una anchura máxima de 58 km. La profundidad máxima es de 20 m y la media de 9,5 m. Está localizado a una altitud de 39 m s. n. m. La ciudad de Managua se asienta en su costa sureste.

## Cuenca

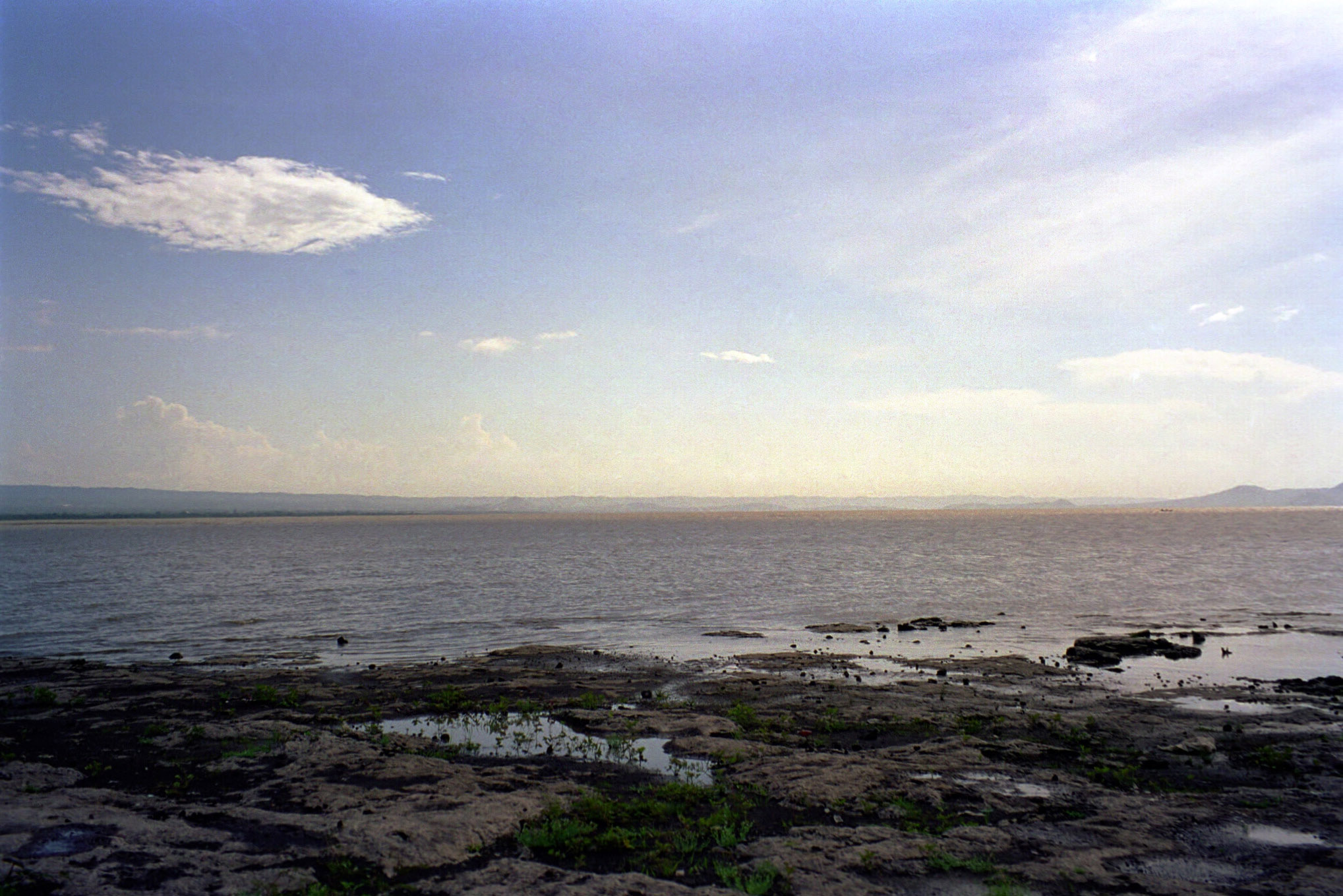
Vista del lago desde Tipitapa.

Su forma, como todos los lagos volcánicos, es circular, solamente las penínsulas de Chiltepe y de Panami interrumpen su perfil regular. 
En las orillas del lago de Xolotlán se localiza el volcán Momotombo, de 1280 m de altitud. 
Al noroeste se encuentra su isla principal, Momotombito. 
Sus principales afluentes son:
- río Sinecapa que atraviesa los municipios de Santa Rosa del Peñón y El Jicaral, departamento de León.
- río Viejo, departamento de León.
- río San Antonio, que atraviesa el municipio de San Francisco Libre, departamento de Managua.

A través del río Tipitapa, por el llamado paso de Poneloya, está comunicado con el lago Cocibolca, de mayor tamaño, localizado 35 km al sureste. La conexión entre ellos se interrumpió en el año 1910 por un descenso del nivel del Xolotlán, pero se restableció 88 años después en 1998 en ocasión del huracán Mitch, cuando el nivel volvió a subir por encima del de Cocibolca.

## Contaminación de sus aguas
Las aguas residuales de la ciudad de Managua se vierten en este lago. 
La contaminación de sus aguas inició en 1929 durante la administración del presidente José María Moncada. Al respecto, el historiador Alberto Vogl Baldizón, contó que en ese mismo año, cuando le preguntó: "Presidente, ¿echar las aguas negras al lago de Managua no va a hacer que los Managuas dejen de comer peces del lago?", el presidente Moncada le respondió: "el que come un nacatamal no pregunta lo que ha comido el chancho".

## Saneamiento de sus aguas

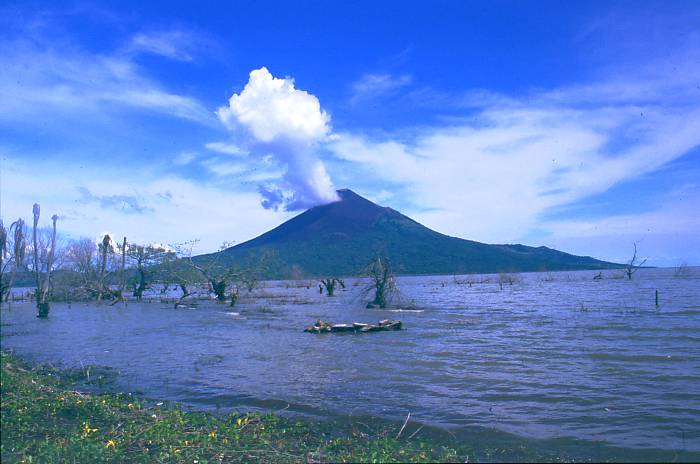
Vista del volcán Momotombo.

En la década de los 1990 el gobierno de Nicaragua llevó una serie de estudios para su saneamiento, que incluía rehabilitar y construir nuevas redes de saneamiento y un sistema de bombeo de las aguas residuales hacia una planta de tratamiento localizada a orillas de lago, en la parte este de la ciudad, para verterlas posteriormente al lago una vez depuradas. 
Esta planta fue construida por la Empresa Nicaragüense de Acueductos y Alcantarillados (ENACAL), a cargo de Ruth Selma Herrera, con fondos de cooperación alemana y una contrapartida menor del gobierno nacional presidido por el presidente Daniel Ortega. La planta de tratamiento entró en funcionamiento en el 2009, después de 80 años de contaminación.
Sin embargo, a causa del aumento del nivel del lago Xolotlán en los últimos años, algunas estaciones de bombeo de aguas residuales ubicadas en la costa de lago se han visto inhabilitadas por largos períodos, lo que ha causado que la planta de tratamiento de aguas residuales vea reducida su capacidad de depuración de las aguas y que se necesite una inversión adicional en las estaciones de bombeo a fin de que, en  caso que el nivel del lago suba nuevamente sobre el promedio, las estaciones de bombeo no cesen en el envío de las aguas a la planta de tratamiento.